# Šonov
Šonov (en allemand : Schönau) est une commune du district de Náchod, dans la région de Hradec Králové, en République tchèque. Sa population s'élevait à 290 habitants en 2022.

## Géographie
Šonov se trouve à 5 km à l'est de Broumov, à 26 km au nord-est de Náchod, à 59 km au nord-est de Hradec Králové et à 151 km à l'est-nord-est de Prague.
La commune est limitée par la Pologne au nord, à l'est, et au sud, par Otobice au sud-ouest et par Broumov à l'ouest.

## Histoire
La première mention écrite de la localité date de 1300.

## Galerie

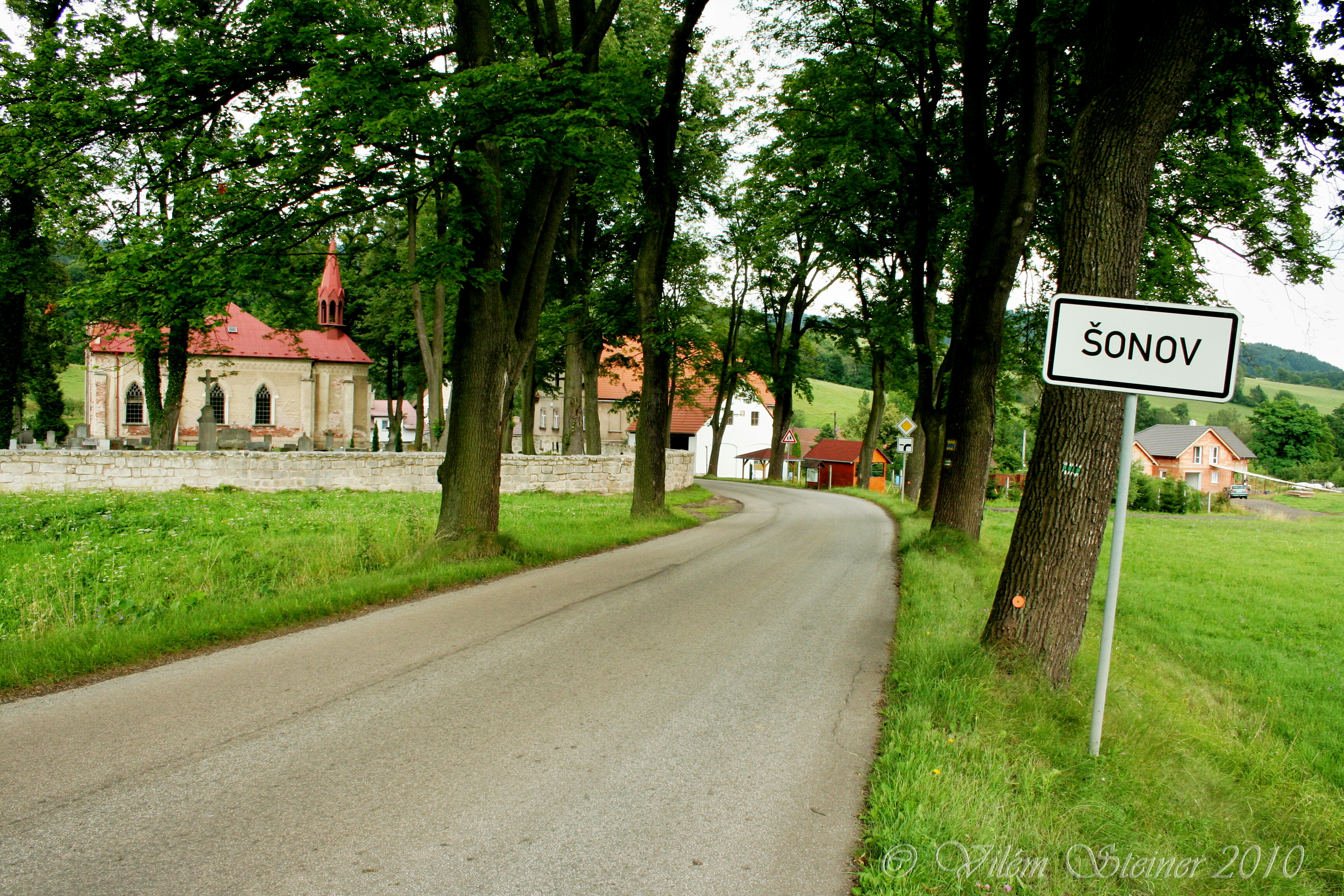
Entrée du village.
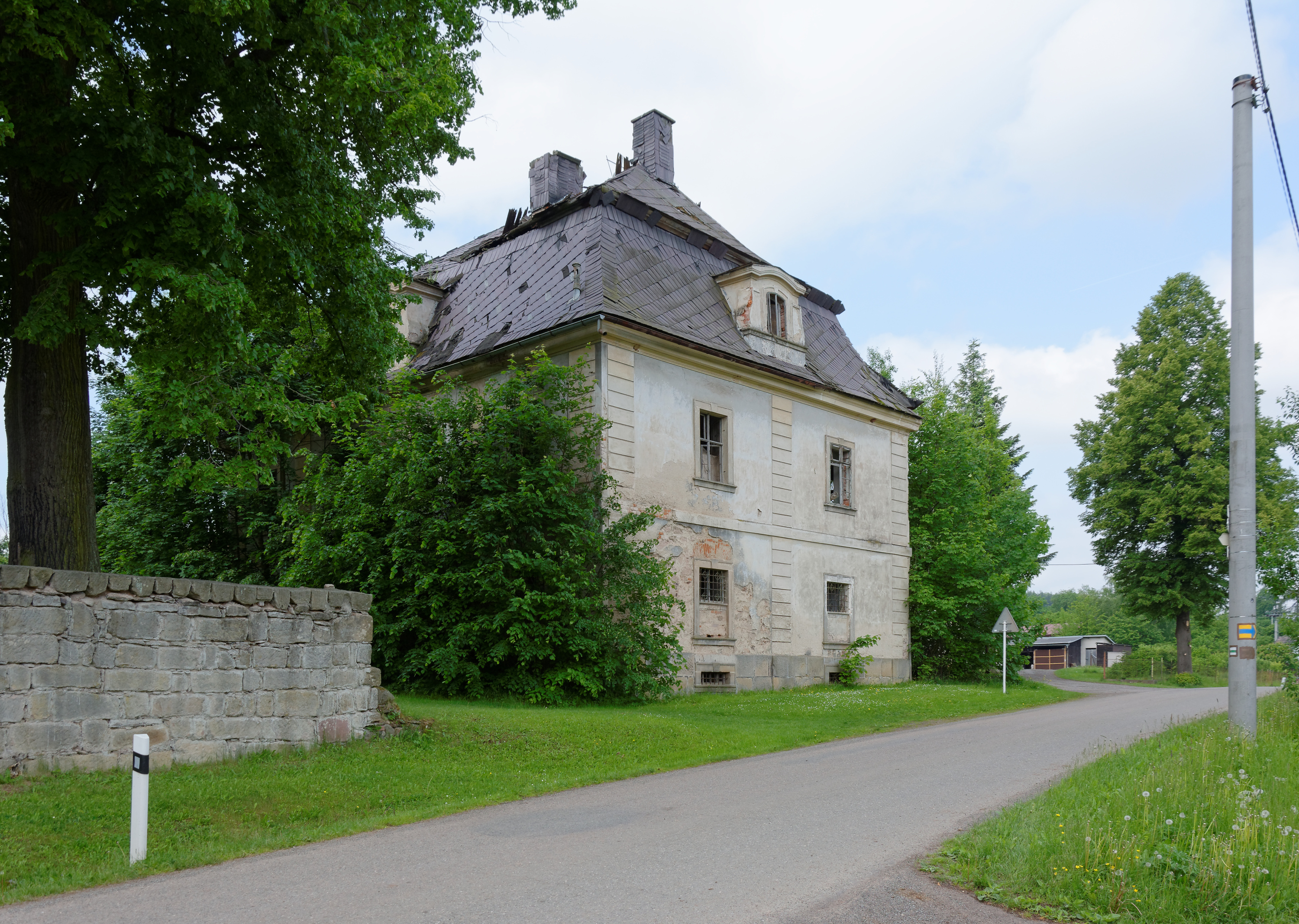
Šonov : ancien presbytère.

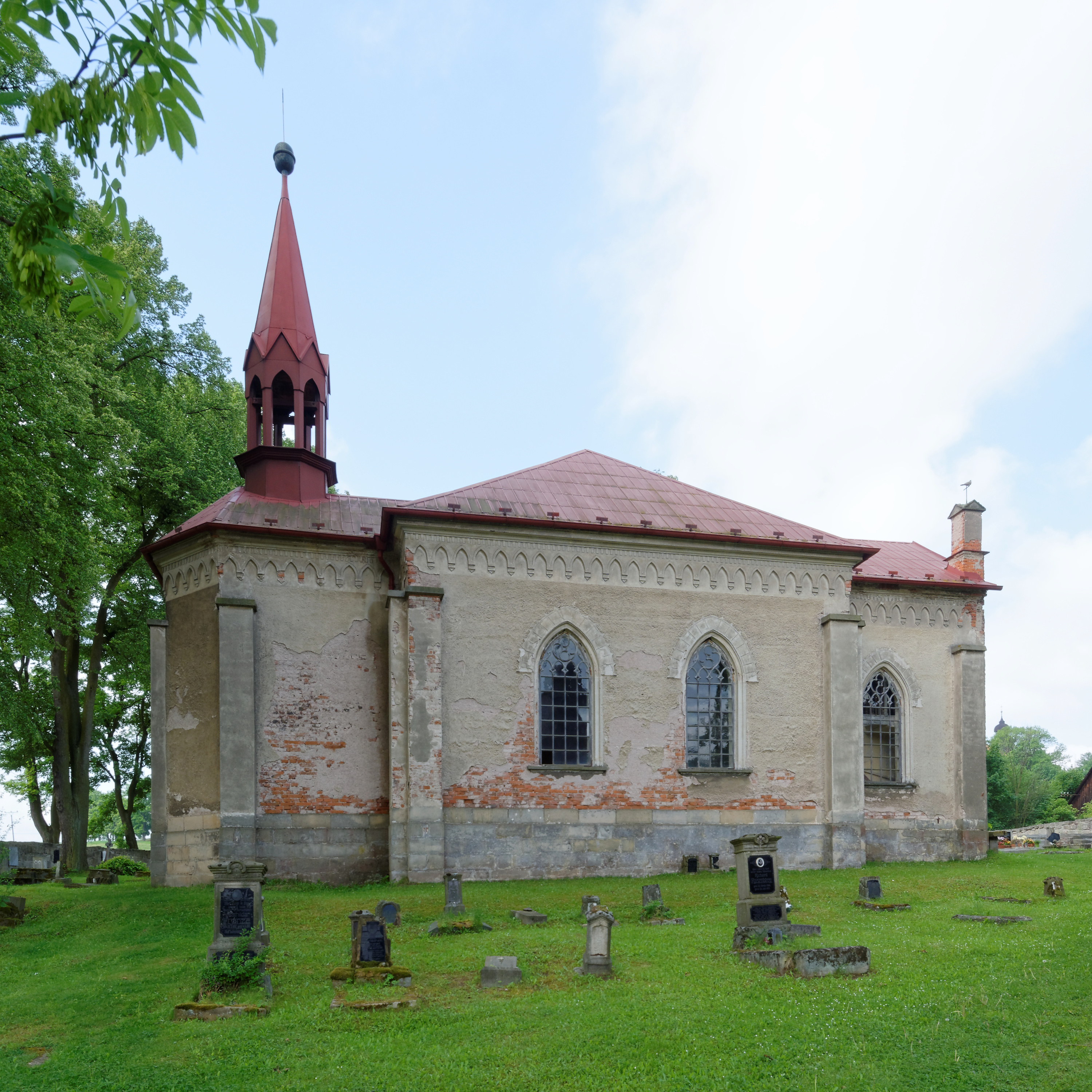
Chapelle de la Vierge Marie.
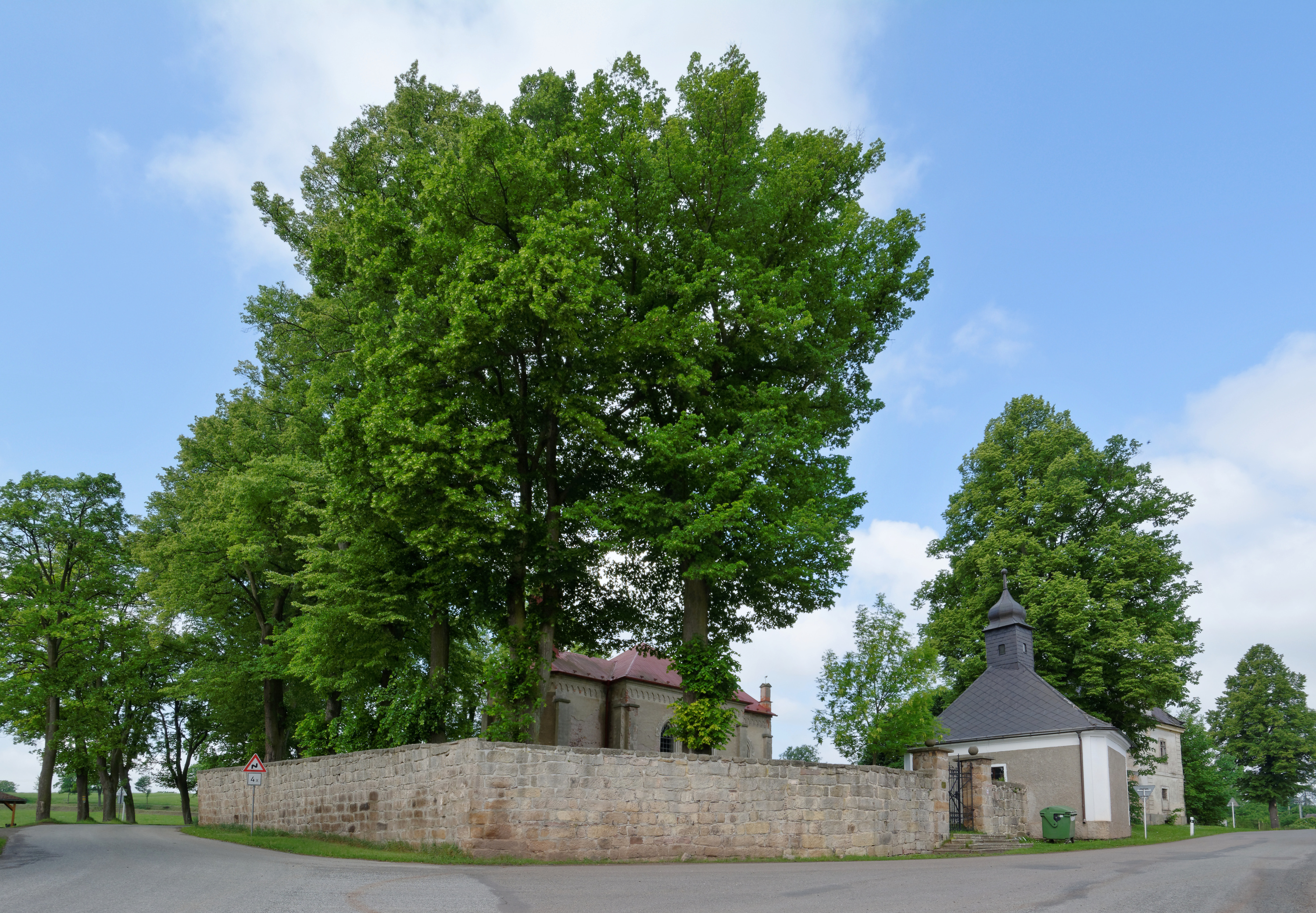
Cimetière de Šonov.

## Transports
Par la route, Šonov se trouve à 6 km de Broumov, à 36 km de Náchod, à 80 km de Hradec Králové et à 196 km de Prague. 